# Aalborg Boldspilklub (club omnisports)
Pour les articles homonymes, voir AaB.
Le Aalborg Boldspilklub af 1885 est un club omnisports danois fondé le 13 mai 1885 basé à Aalborg. 
Le club dispose notamment de trois sections de haut-niveau, en football, handball et hockey sur glace.

## Historique
- 1885 : fondation du club sous le nom de Aalborg Cricket Club
- 1899 : le club est renommé AaB Aalborg
- 1928-1929 : 1re participation de la section football au championnat de 1re division
- 1981 : 1er titre de champion du Danemark de la section hockey-sur-glace
- 1995 : 1er titre de champion du Danemark de la section football
- 2010 : 1er titre de champion du Danemark de la section handball